# Estanislau de Figueiredo Pamplona
Estanislau de Figueiredo Pamplona, legtöbbször egyszerűen Pamplona (Belém, 1904. március 24. – 1973. október 29.) válogatott brazil labdarúgó, fedezet.

## Pályafutása
1922-ben a Remo , 1923-ban a Fluminense, 1924 és 1935 között a Botafogo labdarúgója volt.
1925-ben két alkalommal szerepelt a brazil válogatottban. Tagja volt az 1925-ös Copa Américán ezüstérmes csapatnak. Részt vett az 1930-as uruguayi világbajnokságon, de mérkőzésen nem szerepelt.

## Sikerei, díjai
Brazília
- Copa América
  - ezüstérmes: 1925

 Botafogo
- Carioca bajnokság
  - bajnok (3): 1930, 1933, 1934